# Port d'Ostende
Le port d'Ostende (en néerlandais : haven van Oostende) est un port maritime belge situé sur la côte belge et desservant la ville d'Ostende, dans la province de Flandre-Occidentale.
C'est un port de pêche, de plaisance  ainsi qu'un port de transports de passagers avec des liaisons de ferry vers plusieurs destinations en Angleterre. Le port de marchandise relie Ostende à Ramsgate, Ipswich et North Killingholme Haven outre-manche.
Son phare mesure 65 mètres de haut et s'appelle en néerlandais « Lange Nelle ». Il émet trois éclats blancs toutes les dix secondes.

## Histoire

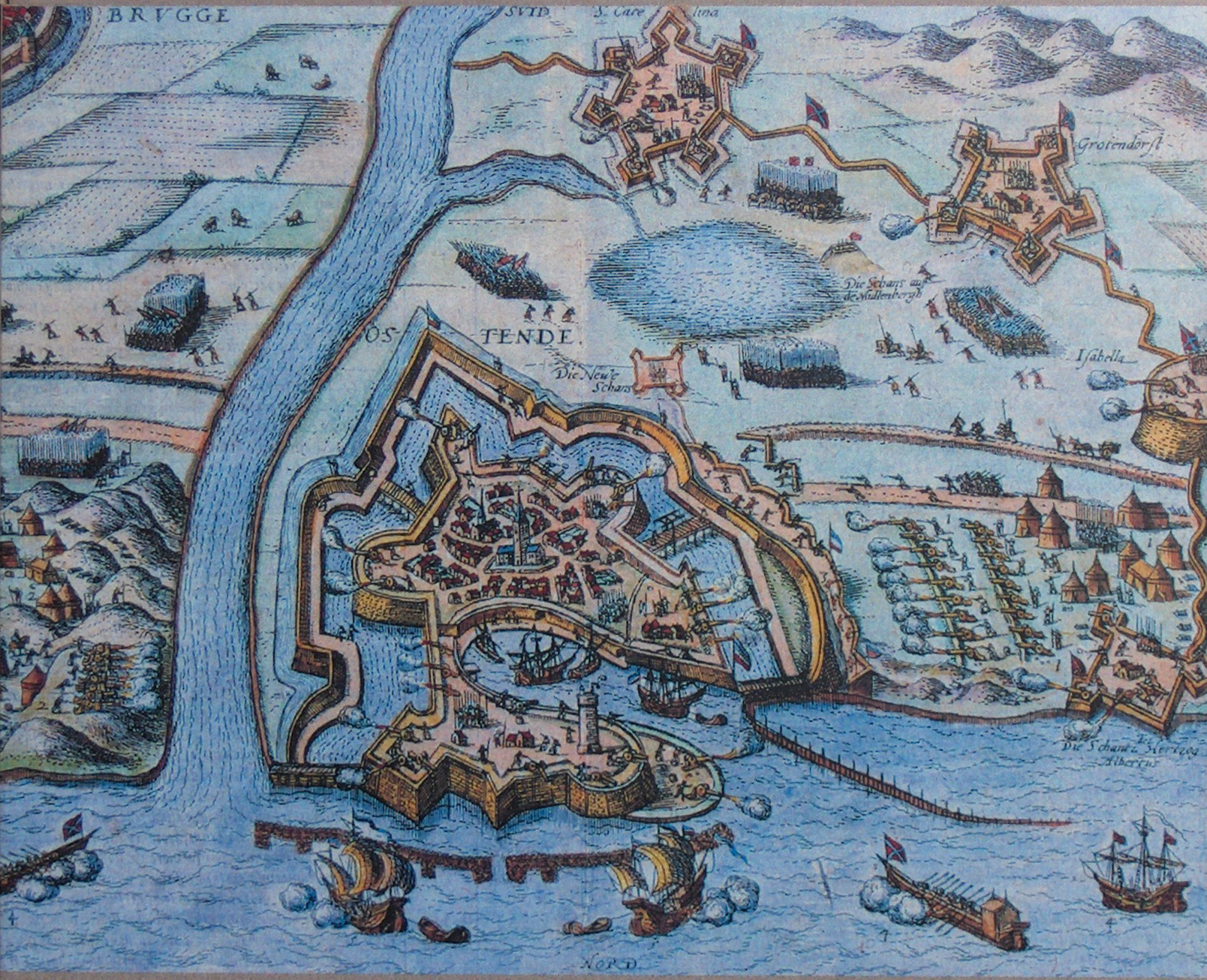
Port d'Ostende lors de son siège par l'armée d'Espagne (1601-1604)

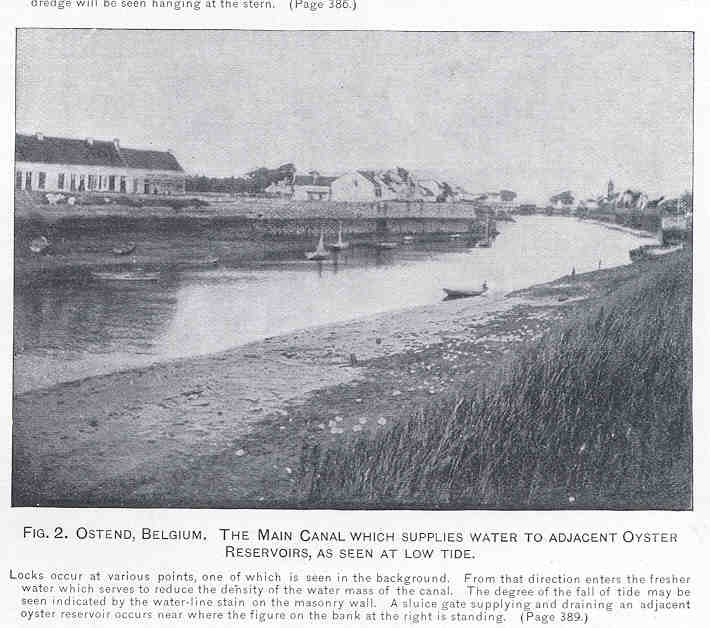
Canal principal qui apportait ses eaux aux bassins adjacents "réserves d'huîtres", ici à marée basse

Ce port aurait été fondé à la fin du XVIe siècle en 1584 quand les dunes de sable ont été repoussées pour créer les débuts d'un bassin, qui deviendra peu à peu le bassin moderne.
Vingt ans plus tard, Ostende devenait un village de pêcheurs, avant d'être transformé en un port hollandais fortifié et important.
Après le siège d'Ostende (1601-1604) le port fortifié n'est pas reconstruit, devenant un refuge pour les corsaires jusqu'au XVIIIe siècle. 
Charles VI lui  accorde brièvement  une licence de commerce avec l'Extrême-Orient en tant que Compagnie Oostendsche. Ceci permet au port de s'enrichir et de financer une reconstruction. 
Durant la Révolution américaine, Ostende devient provisoirement un port libre.
Ses quais ont été réaménagés à la manière néerlandaise (1815-1830), mais à la fin du XIXe siècle il faut déjà le modifier pour pouvoir accueillir des navires dont la taille et le tirant d'eau ne cessent de croître. 

Le conseil municipal, incapable de lever des fonds suffisants pour cela, confie le contrôle et la responsabilité du port au gouvernement belge.
Une activité ferry vers le Port de Douvres a débuté en 1846, Ostende devenant le centre de transport de Regie voor Maritiem Transport jusqu'en 1997.
Un bassin de chasse creusé de 1893 à 1904 dans les alluvions marines formait « une sorte de grosse hernie latérale droite » au fond du port, relié à ce dernier par un passage dit Sas Slijkens là où le port conne accès au canal Bruges-Ostende. En forme de boucle, il couvrait 86 hectares environ ; plus tard, une fois soustrait au régime des marées, on y cultivera à plusieurs reprises des huîtres (voir plus bas).
Le port subira de lourds dégâts à cause des premier et deuxième raid sur Ostende, en 1918, pendant la Première Guerre mondiale.
Avant la Seconde Guerre mondiale, il dispose d'un bassin d'échouage, de 3 bassins à flot et d'un bassin de chasse (où est à nouveau tenté l'ostréiculture). Les allemands le transforment en port d'hydravions et la ville et le port subissent à nouveau d'importants dégâts lors des combats.

## Environnement
Au XIXe siècle le port et la ville abritent une station marine biologique, qui fait aussi office de station zoologique.
Le père de  É. Van Beneden avait créé (à ses frais) à Ostende un petit laboratoire  particulier de zoologie marine qui a notamment vu passer Jean Müller, Ehrenberg, M. Schulttze, R. Greff, de Lacaze Duthiers et d'autres savants renommés de l'époque. Il y a étudié durant 30 ans la faune littorale de Belgique et son fils la faune plus profonde à partir d'échantillons de dragages. E Van Beneden lui-même a demandé et obtenu du ministre de l’intérieur l'autorisation de s'installer dans 3 des pièces d'un bâtiment qui servait d'abri aux douaniers, annexé aux écluses Léopold. Le laboratoire devient une annexe des universités belges d’État qui en financent le matériel. 
À la fin du XXe siècle les sédiments et la colonne d'eau portuaire sont sérieusement pollués par divers contaminants provenant du port lui-même ou des eaux apportées par le canal. Les eaux quittant le port peuvent polluer les plages (principalement les plages situées au nord du port).

## Ostréiculture
Jusqu'au XIXe siècle l'huître plate (Ostrea edulis L.) faisait partie de la faune malacologique marine autochtone. Elle était abondante dans les eaux tempérées de la mer du Nord, notamment devant la côte belge en dépit des fonds sableux (les huîtres formaient alors des bancs naturels importants voire des récifs « un cordon ininterrompu de bancs naturels qui s'étendaient depuis la surface jusqu'à 50 m de profondeur, le long des côtes européennes occidentales depuis la Norvège jusque la France ». 
Le développement de la pêche et notamment du chalutage, l'utilisation des ancres marines et l'envasement accru induit par les apports croissants de sédiments par les canaux et fleuves drainant les zones agricoles et urbanisées a eu raison de ces gisements naturels de milliards d'huîtres. Cependant à la fin du XIXe siècle subsistaient encore « d'importants vestiges au large de Knocke ». 
Avant la Première Guerre mondiale « la renommée des huîtres d'Ostende était si grande que la majorité de celles livrées à la consommation à cette époque étaient vendues sous ce nom »
Après la Première Guerre mondiale qui laisse dans la région de lourdes séquelles au large du Nord-Pas-de-Calais, de la Belgique et des Pays-Bas, alors que l'énorme Thon rouge de la Mer du Nord et d'autres espèces autrefois très abondantes commencent à régresser, on ne trouve plus dans les chaluts que de rares huîtres isolées, dont certaines encore de belle taille (diamètre de 18 à 20 à l'âge de 25-30 ans), dites « Huîtres pied-de-cheval » en raison de leur taille et de leur forme. Au lieu de protéger les derniers bancs probablement aussi dégradés par les polluants apportés en mer par la guerre et notamment l'usage d'armes chimiques (l'huître est un organisme filtreur) on continue à surexploiter cette ressource et ils disparaissent.
Au milieu du XIXe siècle l'huitre reste cependant très appréciée de la bourgeoisie et de l'aristocratie européennes et l'on s'inquiète de sa régression. Son prix incite des milliers d'ostréiculteurs à tenter de la cultiver dans les eaux claires de Bretagne, mais aussi dans les eaux plus turbides de la Mer du Nord et jusque dans les bassins des ports. On installe donc à Ostende des "réservoirs à huîtres" où conserver de grosses huîtres reproductrices et des parcs d'engraissement, alors que les méthodes ostréicoles font l'objet d'une intense activité de recherche et d'échange d'expériences dans le monde comme en témoignent « Plusieurs milliers de publications » sur le sujet. 
Au début du XXe siècle, l'huître d'Ostende était réputée si fine au goût, supposément grâce à la richesse des eaux enrichies du plancton de la Manche et baignant la côte belge après s'être oxygénées dans les courants du pas de Calais qu'elle concurrençait même les huîtres françaises. Elle était massivement exportée (jusqu'à 30 millions d'huitres par an) vers la France mais aussi l'Allemagne, d'autres pays européens et jusqu'en Russie. En réalité il ne s'agissait plus d'huitres autochtones, mais déjà d'huitres importées d'Angleterre, élevées et entreposées dans des parcs d'élevage et d'affinage.
Survient la guerre 1914-1918. Des millions d'obus, dont chimiques contenant du chlore toxique, de l'ypérite (toxique et cancérigène), de la chloropicrine, des arsines, du plomb, du mercure et de nombreux autres poisons détruisent une grande partie du nord de la France et de la Flandre belge. Les canaux, les ports et les usines sont particulièrement visés par les bombardements et les premières mines apparaissent pour détruire les sous-marins ennemis et protéger les ports. L'Yser et les canaux de la région charrient alors vers la mer des eaux boueuses et chargées de produits toxiques. 
La vingtaine de grands parcs à huîtres qui étaient alignés devant la côte entre Nieuport et Zeebrugge sont décimés et les huîtres anglaises qui fournissaient les naissains disparaissent en raison d'une épidémie ; l'industrie ostréicole belge ne s'en est jamais relevée et en quelques mois 
elle s'effondre, se reportant en partie vers la mytiliculture. 
Plus au nord les Zélandais plus épargnés par la guerre avaient intensifié leur exploitation et ils substituent naturellement leur production à celle des Belges. La fameuse huître d'Ostende disparait alors du menu des gourmets et des cartes de restaurants.
Dans les années 1930 après que la reconstruction ait relancé l'économie (jusqu'à la crise de 1929) le gouvernement belge tente de relancer l'ostréiculture ostendaise et belge, via une « Commission de l'ostréiculture » lancée en 1933 sous l'égide de l'Administration de la Marine ; l'administration propose des emplacements gratuits pour ceux qui voulaient s'essayer à relancer cette activité.

 A Ostende 86 hectares sont ainsi mis à disposition de la S.A. Huîtrières Halewyck & C° (née un siècle plus tôt) qui aussitôt entreprend d'y installer des naissains. Durant 5 ans plusieurs échecs se succèdent mais en 1938 une première production d'huîtres ostendaises est engagée. La Seconde Guerre mondiale est là, dans un premier temps le statut de neutralité de la Belgique permet aux ostréiculteurs de continuer à travailler, puis Hitler viole ses accords et son armée occupe le pays. Alors qu'un premier stock de plusieurs millions d'huîtres matures était prêt à être mise sur le marché pour la saison 1940-1941, l'occupant nazi contraint le gouvernement à construire à Ostende une base pour hydravions. Les travaux anéantissent la production d'huîtres en raison d'une fermeture des bassins d'engraissement par une digue. 
Une décennie après la fin de la guerre, en 1956 la digue des Allemands est détruite et les écluses remises en état, permettant de renouveler à nouveau les eaux estuariennes du bassin de chasse d'Ostende ; on envisage d'y relancer la culture des huîtres. Depuis près de 20 ans le bassin s'est pollué et envasé c'est donc une technique de culture sur bâtons qui est testée l'année même : de jeunes huitres de 2 et 3 ans importées des Pays-Bas sont collées avec un ciment à prise rapide sur 4 faces de bâtons de bois (bois dur plus dense que l'eau) ensuite suspendus dans l'eau sous la surface ce qui éloigne les huîtres du sédiment anoxique et pollué. L'été a été froid et pluvieux et les huîtres n'ont pas beaucoup grandi, mais elles ont bien survécu et leur goût est présenté comme comparable à celui des « Ostendaises » du début du siècle. Pour ne pas dépendre des Pays-Bas les nouveaux ostréiculteurs d'Ostende décident l'année même  de récolter (sur des tuiles chaulées) leur propre naissain dans ce Bassin (comme cela se faisait avant 1940), au risque que leur population soit faiblement génétiquement diversifiée. Les ostréiculteurs connaissent divers déboires (parasites, maladies) mais une nouvelle génération d'Ostendaises, issue de ces naissains est prête à être mise en vente en 1960. Elles sont présentées comme délicieuses, mais le taux de mortalité des huitres issues du naissain local ou mises à l'eau est trop élevé dans ce bassin (de 40 à 50 % du total chaque année) pour que l'opération soit rentable ; les huîtres sont en outre  concurrencées par la crépidule (espèce introduite) et résistent mal aux balanes et polydores qui pullulent dans le bassin où ils trouvent des conditions idéales. Des essais faits dans le Bassin de Commerce du port de Nieuport avaient aussi avant 1940 donné de bons résultats, mais stoppés par la destruction des écluses puis des aménagements portuaires.
Dans les années 1960, les concessions d'Ostende restent précaires et l'exploitant dit avoir déjà investi 2 millions de francs belges dans ces expériences et ne pas pouvoir en outre investir dans la recherche technique et scientifique qui semble nécessaire. On fait valoir qu'une production d'un million d'huitres par an (alors que la Belgique en consommait environ 18 millions par an) créerait des dizaines d'emplois directs (30 rien pour le nettoyage des huîtres) et indirects (ex : 10 000 petits tonneaux de bois nécessaires pour le transport). De plus à l'époque le Plan Delta néerlandais induira la disparition de l'industrie ostréicole zélandaise ce qui pourrait faire monter le prix de l'huître)
Une solution pourrait peut-être consister en un curage ou semi-nettoyage du bassin d'Ostende. On envisage le creusement d'un chenal depuis les écluses pour vider le vider et faire effet de chasse à marée basse, avec mise à sec du bassin quelques jours par temps de gelée en espérant détruire ces espèces concurrentes et certains parasites. Sur recommandation du Premier Ministre, le Ministre des Travaux Publics ordonne au Service Général de la Côte à Ostende de proposer ou étudier plusieurs solutions.
Cependant des études écologiques et écotoxicologiques semblent également nécessaires pour expliquer le niveau de mortalité des jeunes huîtres. Un rapport de 1960 propose « d'adjoindre à l'Institut d'Etudes Maritimes d'Ostende ou à tout autre organisme existant ou à créer, un biologiste et un chimiste qui auraient notamment dans leurs attributions de consacrer un ou deux jours par semaine à la culture des huîtres ». Le 26 mai 1959, un groupe de travail « Ostréiculture » se met en place pour relancer l'ostréiculture devant le littoral belge ; il est présidé par M.E Leloup (Directeur de l'Institut d'études maritimes d'Ostende).

## Statistiques

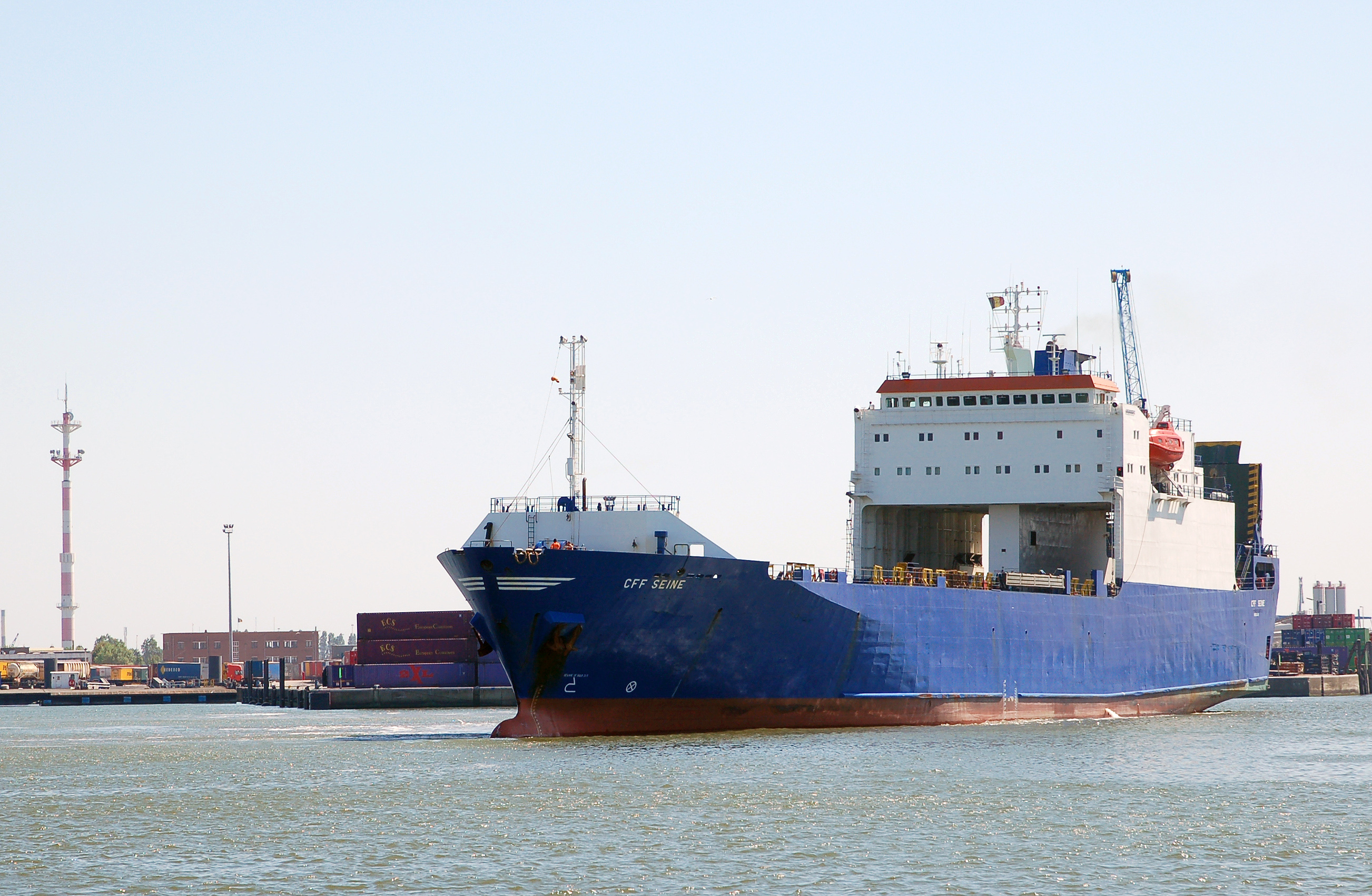
Navire cargo dans le port.

## Destinations et compagnies maritimes

### Destination actuelles
- Ipswich
- Killingholme
- Ramsgate

### Destinations arrêtées
La Régie des transports maritimes a exploité de 1846 à 1997, soit pendant plus de 150 ans, une ligne de ferrys habituellement appelée la malle Ostende-Douvres, en correspondance avec les grands express européens arrivant en gare d'Ostende d'une part et avec les trains Douvres – Londres-Victoria d'autre part. La même compagnie a aussi exploité vers la fin de son existence des lignes Ostende – Ramsgate et Ostende – Folkestone, notamment au moyen d'hydroptères afin de tenter de résister à la concurrence du tunnel sous la Manche, mais trois ans après la mise en service de ce dernier le ministre des Transports de l'époque, Michel Daerden (PS), décida de mettre fin aux activités de la Régie maritime.
Le transport de passagers entre Ostende et Ramsgate fut ensuite effectué par la compagnie Transeuropa Ferries de 1998 à 2013. Dans le passé, il y avait aussi au départ d'Ostende, une liaison vers l'Angleterre, assurée par le Jetfoil (hydroptère construit par la société Boeing). En un peu plus d'une heure de traversée, on se retrouvait de l'autre côté de la Manche. Le Jetfoil n'embarquait pas de voitures, mais uniquement des passagers.

## Connexions
Le port d'Ostende est relié au réseau fluvial belge par le canal Bruges-Ostende, qui le connecte à Bruges qui est elle-même également connectée à la mer par le canal Baudouin.

## Accès
Outre les accès directs par mer, le port borde la gare d'Ostende ainsi que le Tramway de la côte belge. 
Il est situé à quelques kilomètres de l'aéroport d'Ostende.

## Monuments et édifices
- Le phare d'Ostende
- Le navire-musée: « L'Amandine ».

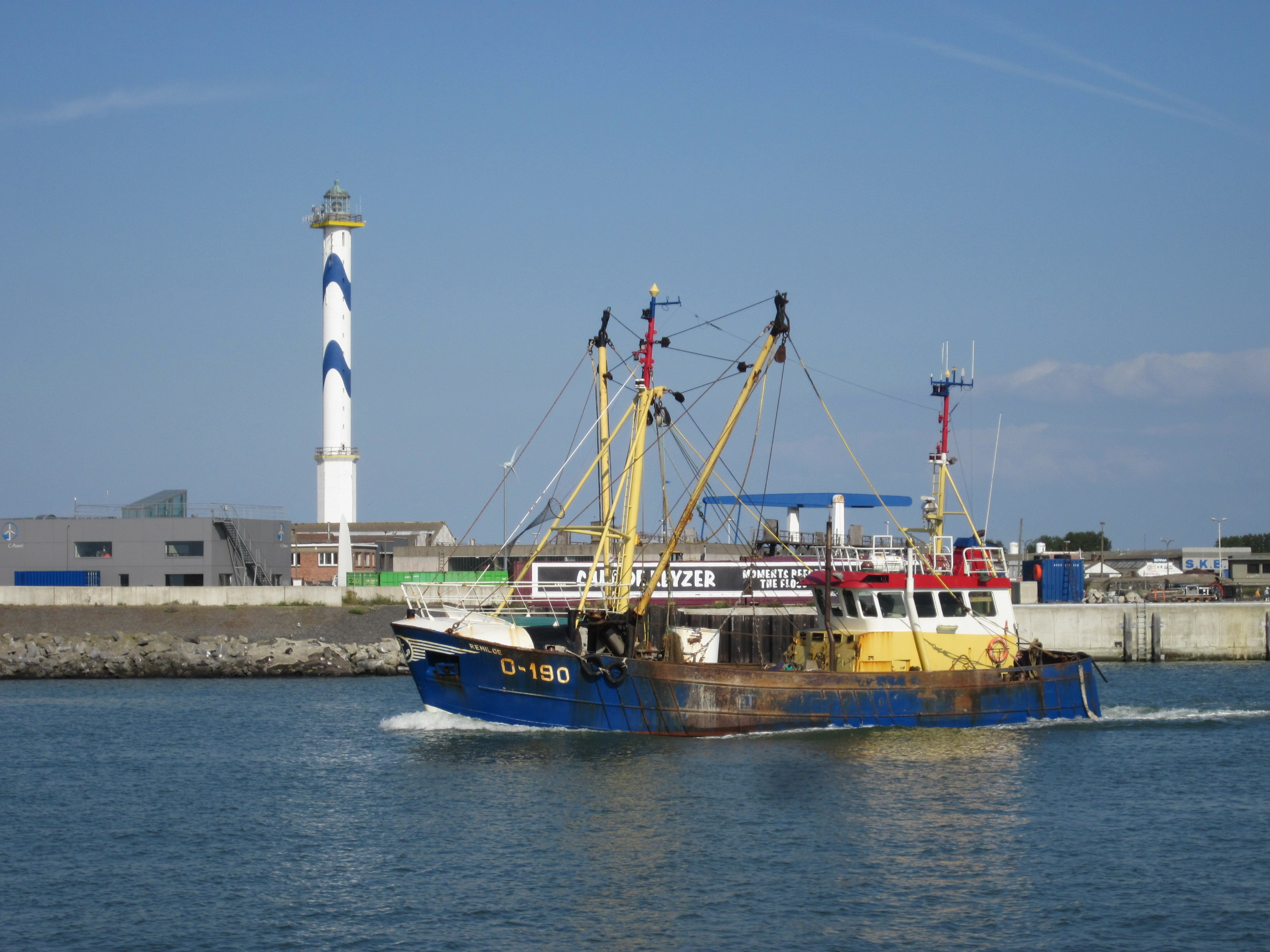
Le phare d'Ostende, en second plan.

- La « Minque », le bâtiment du marché au poisson.

## Photographies

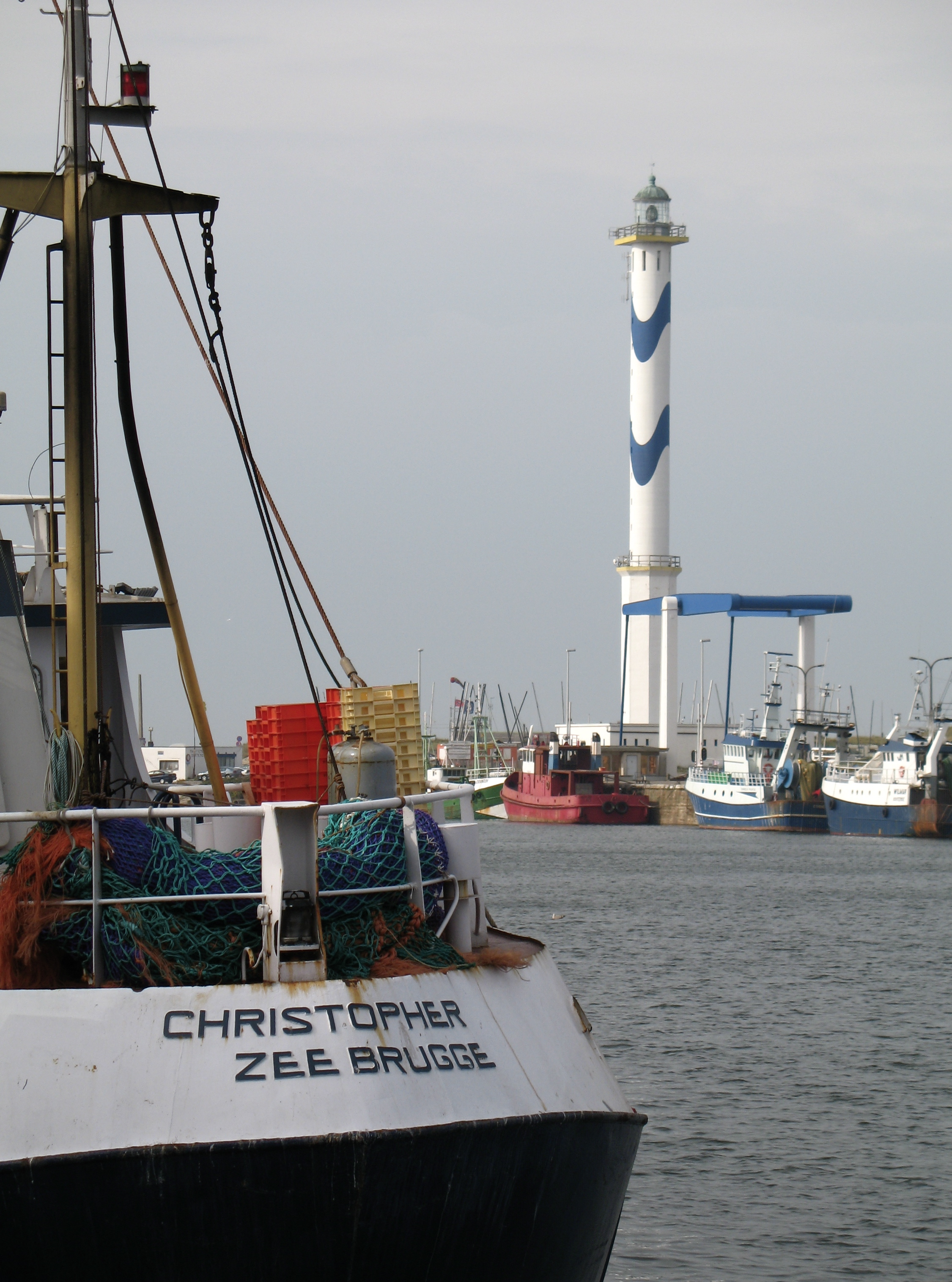
Le phare d'Ostende.
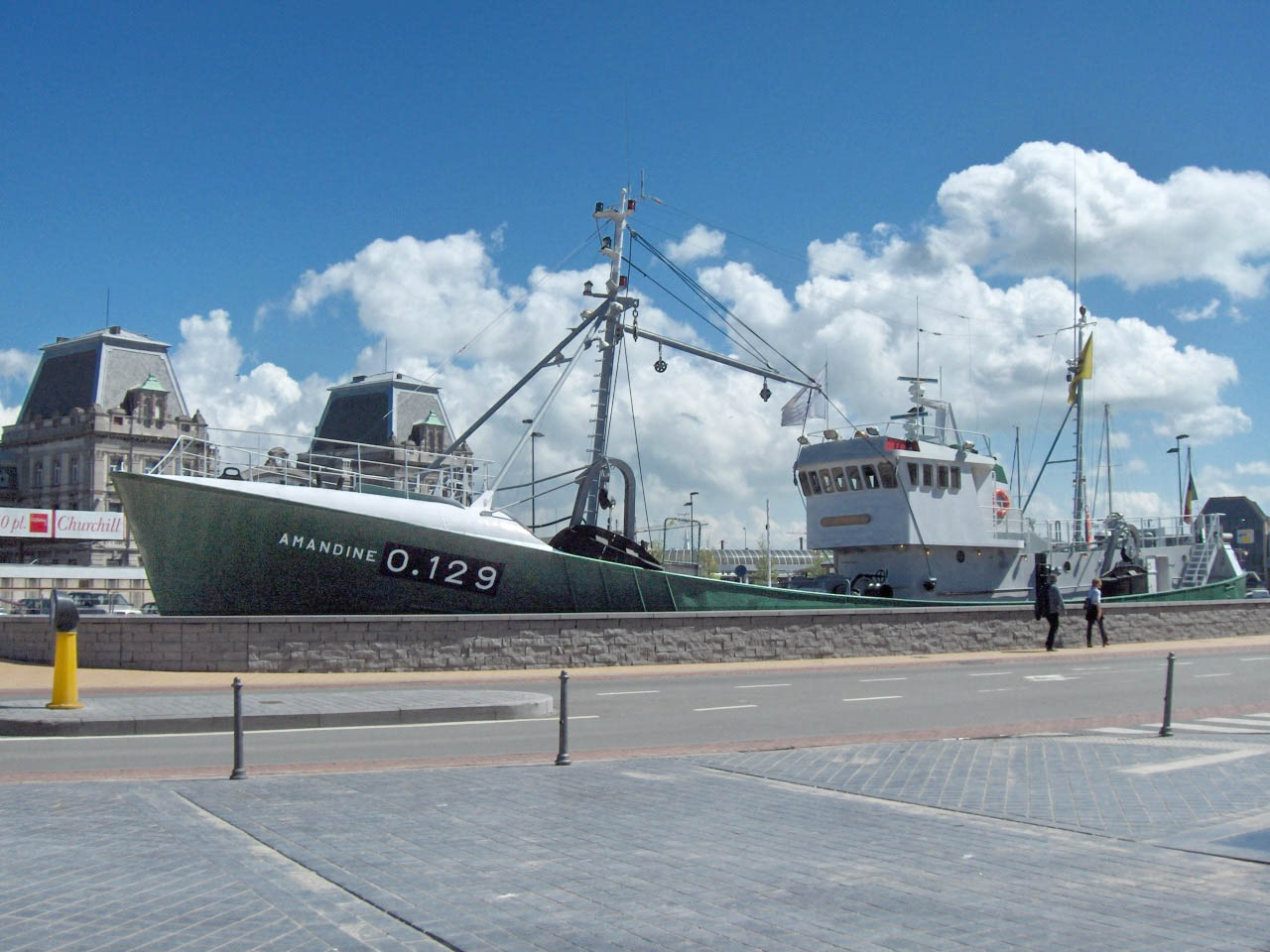
Le navire-musée « Amandine », avec la gare d'Ostende en arrière-plan.
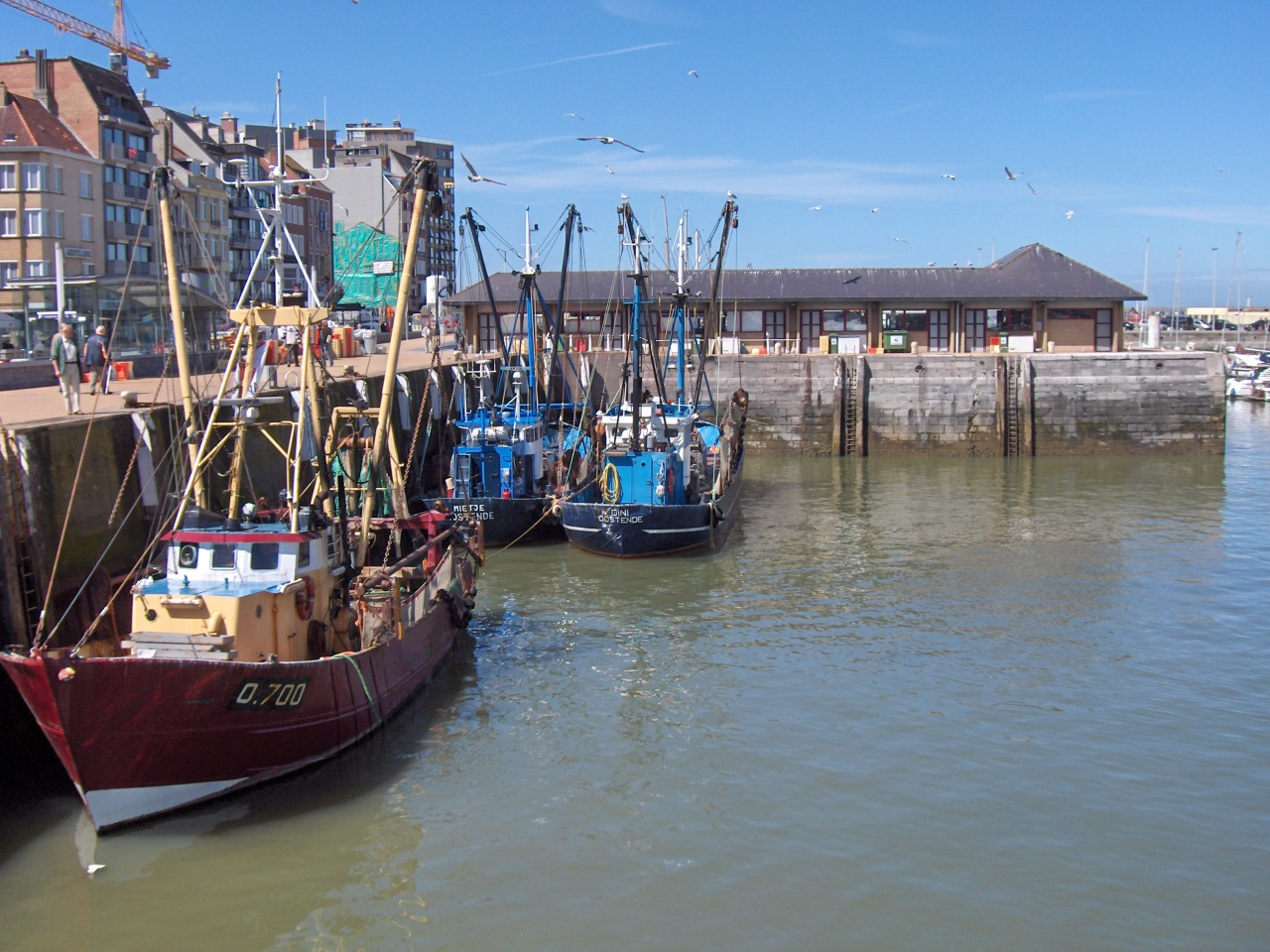
La « Minque », ou le marché au poisson se déroule tous les matins.
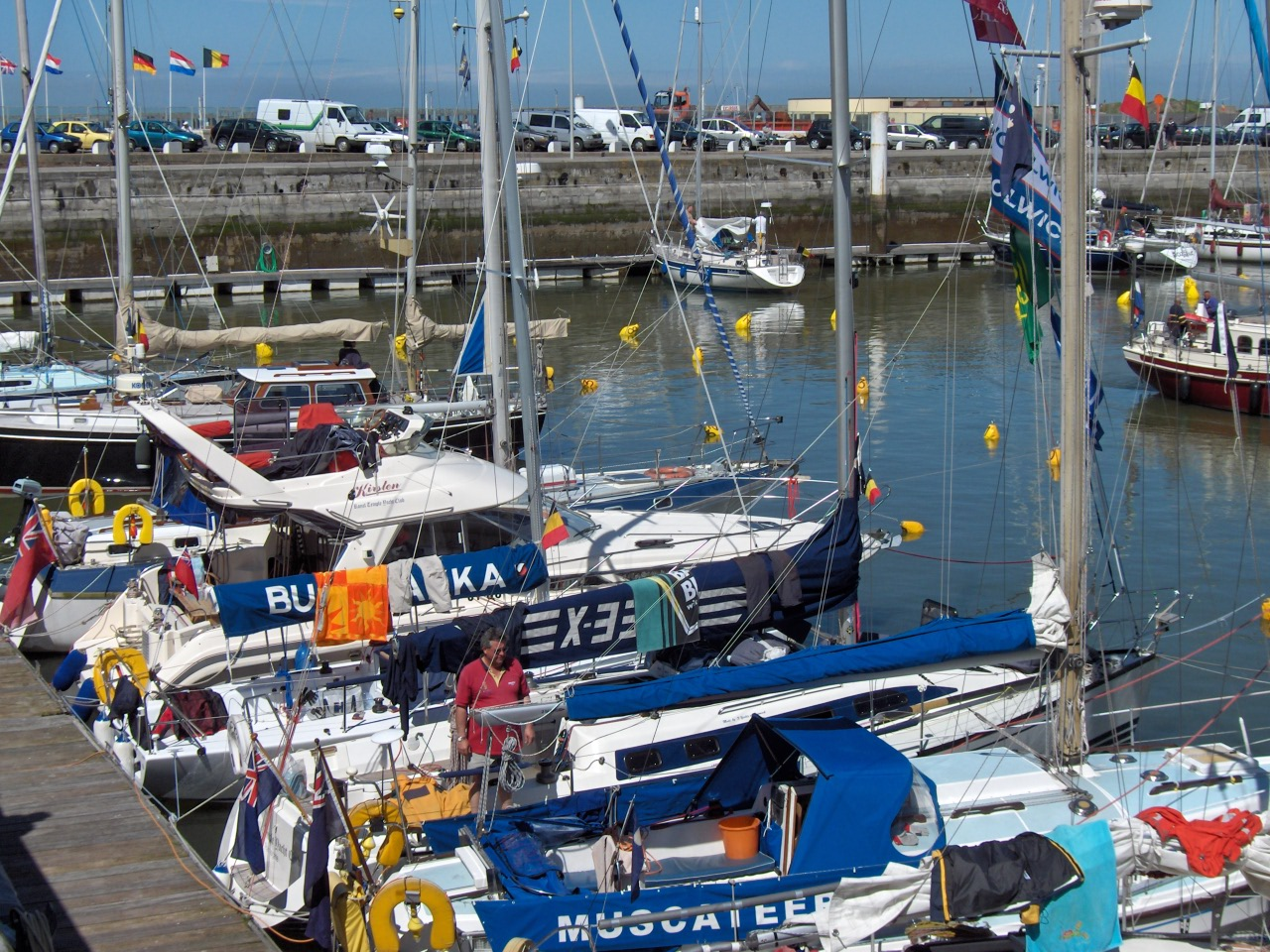
Le port de plaisance.